# Resolució 1491 del Consell de Seguretat de les Nacions Unides
La Resolució 1491 del Consell de Seguretat de les Nacions Unides fou adoptada per unanimitat l'11 de juliol de 2003. Després de recordar les resolucions 1031 (1995), 1088 (1996) i 1423 (2002) sobre els conflictes a l'antiga Iugoslàvia, el Consell va ampliar el mandat de la Força d'Estabilització (SFOR) a Bòsnia i Hercegovina per un nou període de dotze mesos.

## Resolució

### Observacions
El Consell de Seguretat va subratllar la importància de l'aplicació de l'acord de Dayton i va acollir les contribucions de la SFOR, l'Organització per a la Seguretat i la Cooperació a Europa i altres organitzacions internacionals. La situació va continuar constituint una amenaça per a la pau i la seguretat i el Consell estava decidit a promoure una solució pacífica del conflicte.

### Actes
Actuant sota el Capítol VII de la Carta de les Nacions Unides, el Consell recorda a les parts en l'acord de Dayton la seva responsabilitat d'aplicar l'acord. Va subratllar el paper de l'Alt Representant per a Bòsnia i Hercegovina per supervisar la seva implementació. També va concedir importància a la cooperació amb el Tribunal Penal Internacional per a l'antiga Iugoslàvia.
El Consell de Seguretat va felicitar els països que participaven en la SFOR i els va autoritzar a continuar les seves operacions durant dotze mesos addicionals; s'ampliarà més enllà d'aquesta data si es justifica per la situació al país. També va autoritzar l'ús de mesures necessàries, inclòs l'ús de la força i defensa pròpia, per assegurar el compliment dels acords i la seguretat i llibertat de moviment del personal de la SFOR. Es va instar als països a proporcionar formació, equipament i suport a les forces policials locals a Bòsnia i Hercegovina i es va demanar al secretari general Kofi Annan que presentés els informes de l'Alt Representant per a Bòsnia i Hercegovina.
La resolució també va donar la benvinguda al desplegament de la Missió de la Policia des de l'1 de gener de 2003, que havia aconseguit la Missió de les Nacions Unides a Bòsnia i Hercegovina.